# 藤本秀朗
藤本 秀朗（ふじもと ひでろう、1935年6月14日 - 2022年1月15日）は、日本の実業家、会社経営者。
ユニデンホールディングス創業者。東京都出身。

## 生涯
1960年、藤本秀朗は日本大学商学部を卒業し、中堅輸出商社のツルミ貿易（株）に就職した。入社2年目で米国駐在になった。
1966年、藤本はツルミ貿易からトランシーバーメーカーの株式を買収し、「ユニ電子産業（株）」（現・ユニデンホールディングス）を設立。日本で生産したトランシーバーを米国にOEM（相手先ブランドでの生産）で輸出し、業績を拡大。
1974年12月、藤本は会社名を「ユニデン株式会社」に商号変更。
1976年には、売上高が400億円を突破するまでに急成長した。
1980年代には、生産品目をコードレス電話、衛星放送受信機に変え、世界で一番安く製造できる新興国で生産した。コードレス電話で会社の業績を持ち直した。
1987年、ユニデンの代表取締役会長に就任。
1990年に、ユニデンを東証1部に上場。藤本は私財を投じて「藤本育英財団」を設立し、東日本大震災の被災孤児の学費援助に力を入れた。
2022年1月15日、死去。享年85歳。